# Bazén Liberec

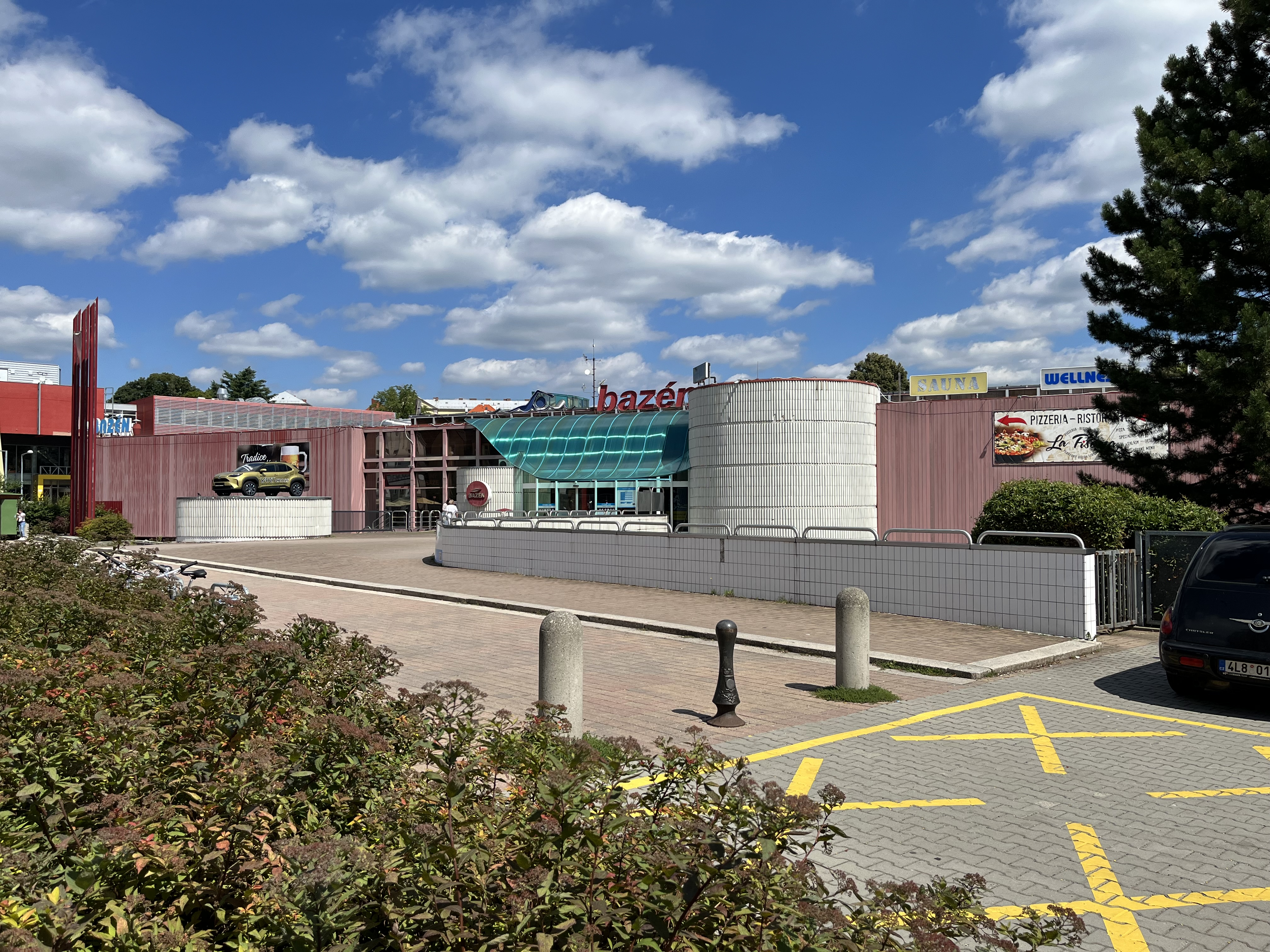
Bazén Liberec 2023

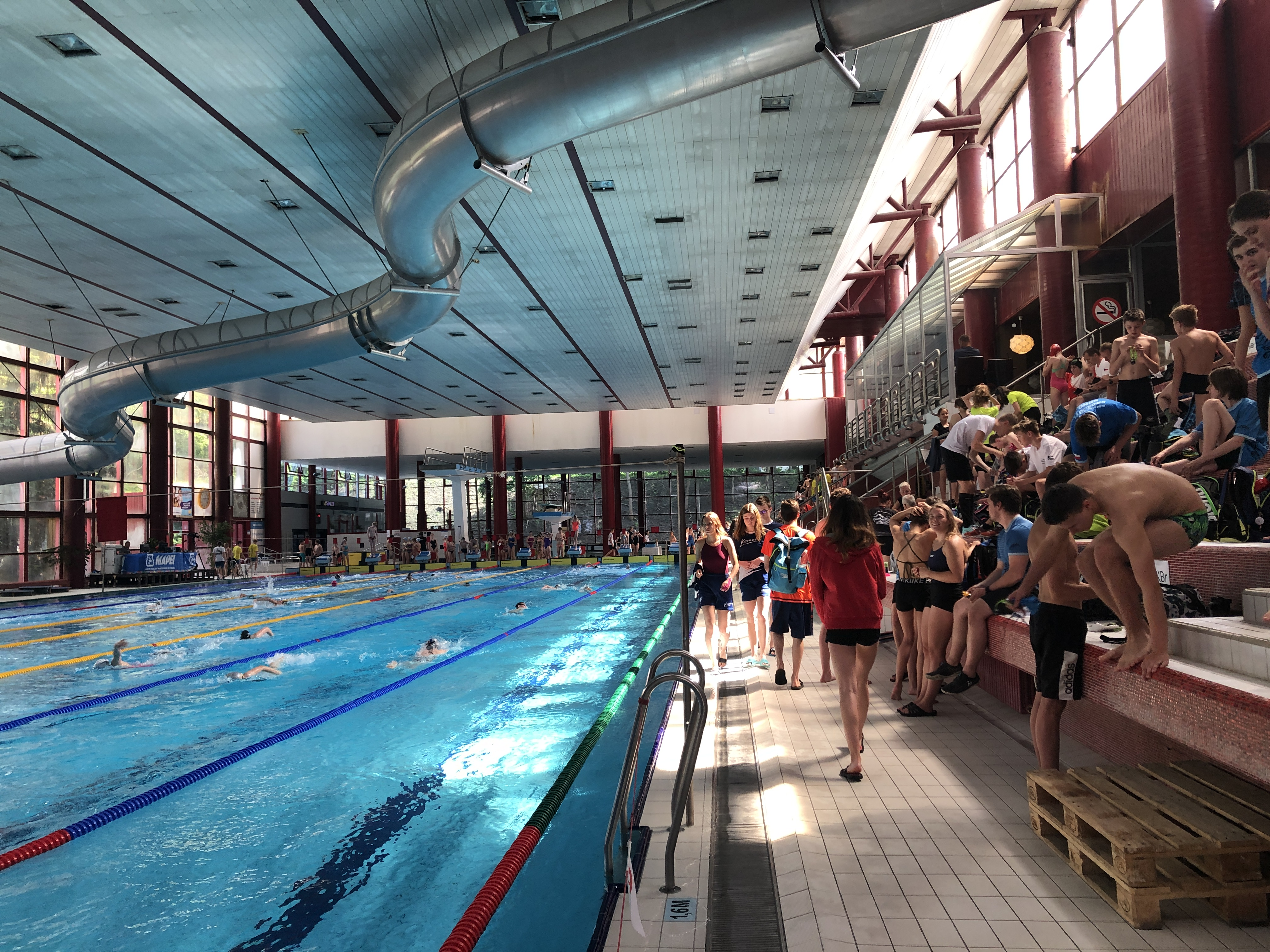
Velká cena Liberce 2022, Bazén Liberec

Bazén Liberec je plavecký bazén nacházející se na Tržním náměstí v Liberci. Hlavní součástí je 50metrový bazén s osmi plaveckými drahami, v budově se dále nachází fitness centrum (posilovna), sauna a restaurace (pizzeria).
Plavecký bazén byl otevřen 1. května 1985. Byl postaven na návrh architekta Pavla Švancera. Dlouhodobě je v havarijním stavu, posudkem vypracovaným zástupci ČVUT bylo doporučeno jeho uzavření. V roce 2024 se plánuje rozsáhlá rekonstrukce budovy.

## Historie

### Původní výstavba v lokalitě

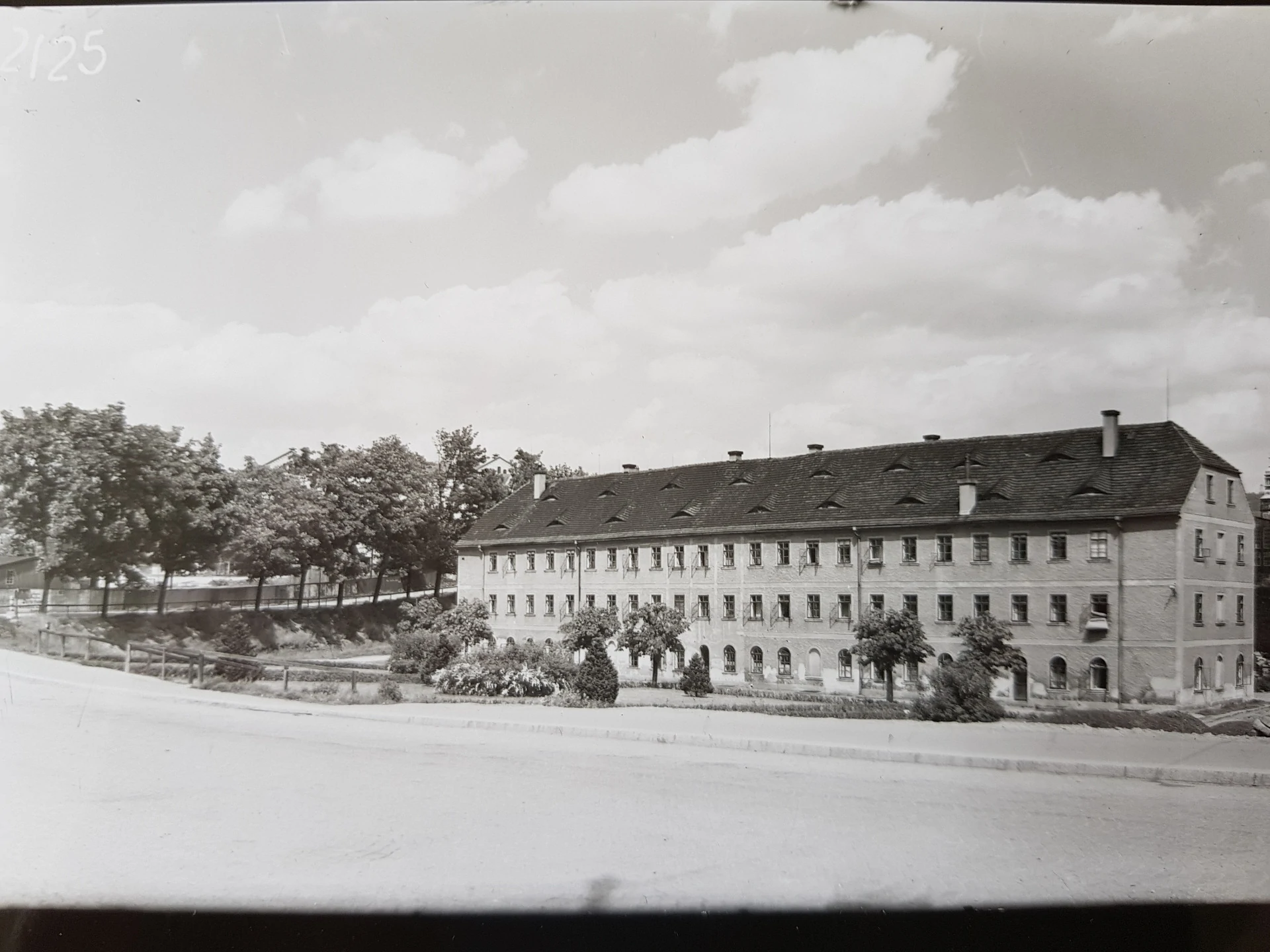
Továrna Schinderfabrik (30. léta)

Bývalá továrna, která kdysi stála na tomto pozemku, nesla jméno odvozené od bývalé rasovny (Schinder = ras). Soukenický podnik založila v roce 1821 společnost Sigmund a Neuhäuser, která se v třicátých letech 19. století stala nejúspěšnějším průmyslovým podnikem v regionu Liberce. Po otevření hlavního závodu u řeky Nisy nedaleko Hamrštejna v roce 1826 byly původní prostory přeměněny na skladovací prostory.[zdroj?]
V roce 1857 byl objekt zakoupen Ferdinandem Ginzelem, který zde zahájil výrobu látek určených pro vojenské uniformy. Po druhé světové válce byly tyto prostory adaptovány na bytové jednotky a dne 3. dubna 1976 byla budova zbourána, aby uvolnila místo pro výstavbu plaveckého bazénu.[zdroj?]

### Výstavba plaveckého bazénu

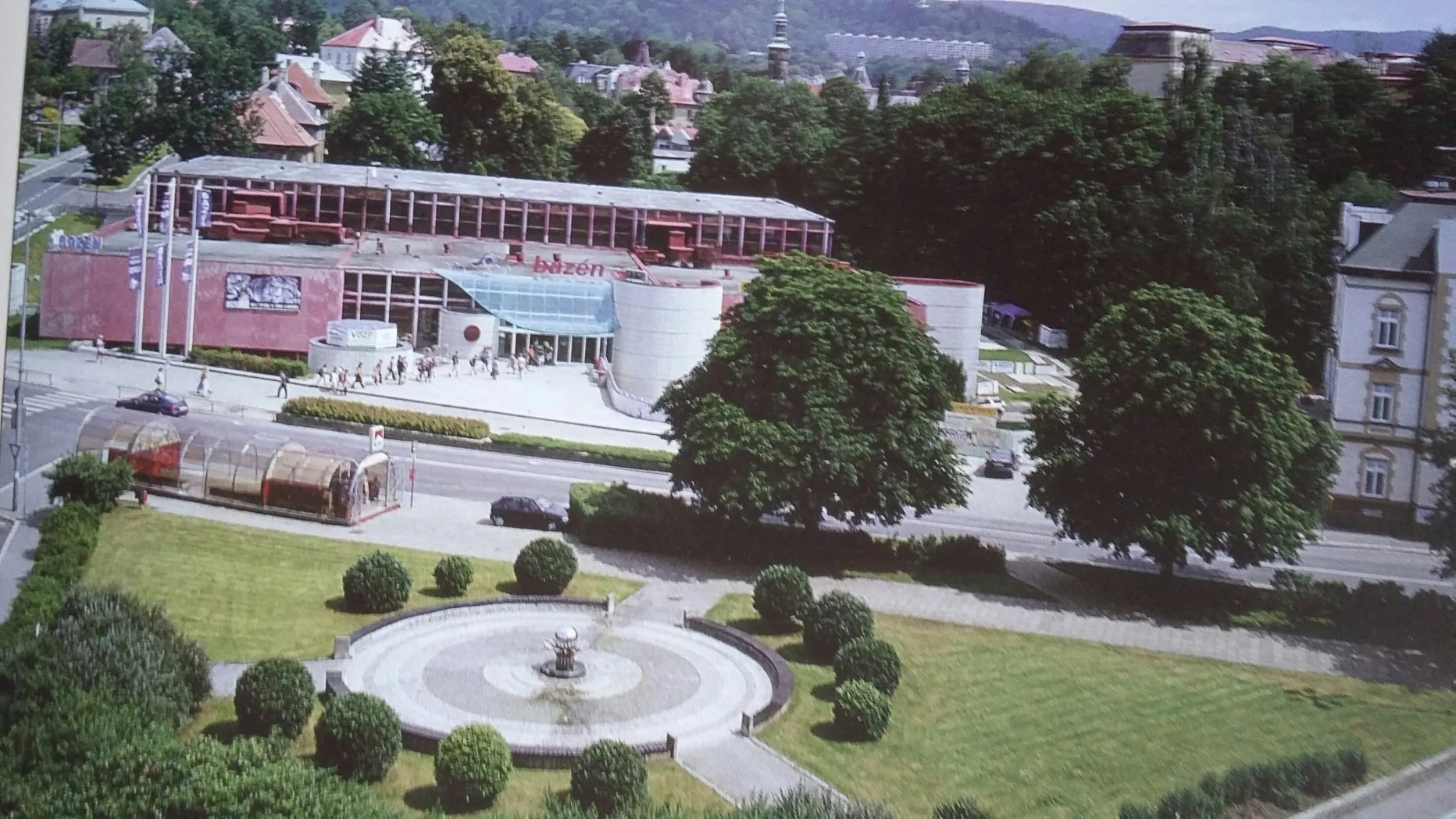
Bazén Liberec v 90. letech

Nový plavecký stadion, jehož první návrhy se objevily v polovině šedesátých let a byl dokončen v roce 1984 poblíž městského centra na Tržním náměstí. Autorem projektu byl inženýr architekt Pavel Švancer, který vedl ateliér 01 v libereckém Stavoprojektu. Před výstavbou tohoto areálu město s 80 000 obyvateli využívalo 20metrový bazén v městských lázních (Oblastní galerie Liberec), které byly postaveny v letech 1900–1902. Tento nový projekt plaveckého areálu byl schválen v říjnu 1975 a hlavním investorem byl Ústřední výbor Československé tělovýchovné jednoty (ČSTV) v Praze. Stavební práce byly prováděny pod dohledem společností Sportprojekt Praha a Sportservis Liberec.

### Moderní historie
V roce 2011 došlo firmou Syner k výstavbě přístavby plavecké haly. Ta obsahuje 25metrový bazén, tzv. Kneippův chodník (střídání schůze v teplé a studené vodě), dále také skluzavku, vířivku, potápěčskou věž a také sauny.
Od 1. ledna 2022 přebralo plavecký bazén město Liberec skrze novou firmu Bazén Liberec s. r. o. Odborný posudek zpracovaný zástupci ČVUT z roku 2022 uvedl, že bazén je v havarijním stavu a doporučil jeho uzavření.
V roce 2023 statutární město Liberec představilo projekt rekonstrukce v hodnotě 1,2 miliardy bez DPH. Liberecká radnice vypsala svoji dosud největší stavební zakázku. Jde o rekonstrukci a modernizaci bazénu s odhadovanou cenou přes miliardu korun. Většinu z této částky má zaplatit město (skrze úvěrové financování), částečně má na přestavbu přispět Liberecký kraj a Národní sportovní agentury.